# Agay (cours d'eau)
Pour les articles homonymes, voir Agay (homonymie).
L’Agay est un petit fleuve côtier qui coule aux confins du Var dans la région Provence-Alpes-Côte d'Azur. Sa longueur est de 11 km. Tout au long de son parcours, il prend successivement les noms de Grenouillet, Ravin du Mal Infernet, Ravin de la Couche de l'Âne et Ravin des Grues.

## Géographie

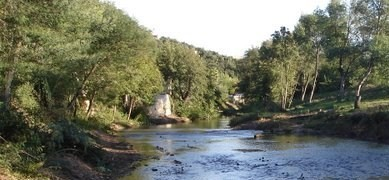
L'Agay, avant l'accès au port de plaisance.

De 11 km de longueur, il prend sa source dans le massif de l'Esterel, au nord de Théoule-sur-Mer, à la limite des Adrets-de-l'Estérel, passe sous le Rastel d'Agay, le belvédère (287 m) dominant la mer, et se jette dans la mer Méditerranée, dans la rade d'Agay, sur le territoire de Saint-Raphaël.
Il alimentait deux lacs du massif de l'Esterel, le lac de l'Écureuil et le lac du Grenouillet, avant que l'ONF (Office National des Forêts) ne décide en 2009 de détruire la digue qui formait le lac de l'Ecureuil, en invoquant des problèmes de sécurité. Il était situé en amont du lac du Grenouillet.

### Commune et canton traversés
Dans le seul département du Var, l'Agay traverse une seule commune :Saint-Raphaël, et donc un seul canton, le canton de Saint-Raphaël dans l'arrondissement de Draguignan.

### Bassin versant
L'Agay traverse une seule zone hydrographique « Côtiers de l'argent à la Siagne » (Y550) de 171 km2 de superficie. ce bassin versant est constitué à 73,20 % de « forêts et milieux semi-naturels », à 23,81 % de « territoires artificialisés », à 2,55 % de « territoires agricoles ».

### Organisme gestionnaire
Le Syndicat mixte de l’Argens (SMA) a été créé le 3 octobre 2014, et il remplace désormais les anciens organismes gestionnaires. Il a pour compétences l’entretien, la gestion, l’aménagement des cours d’eau et la prévention des inondations dans le bassin de l’Argens, ainsi que la restauration des milieux. Il regroupe soixante-quatorze communes et huit intercommunalités, et est chargé de mettre en œuvre l’ensemble du programme d’action de prévention des inondations (PAPI complet) de l'Argens et des Côtiers de l'Esterel, ,.

## Affluents

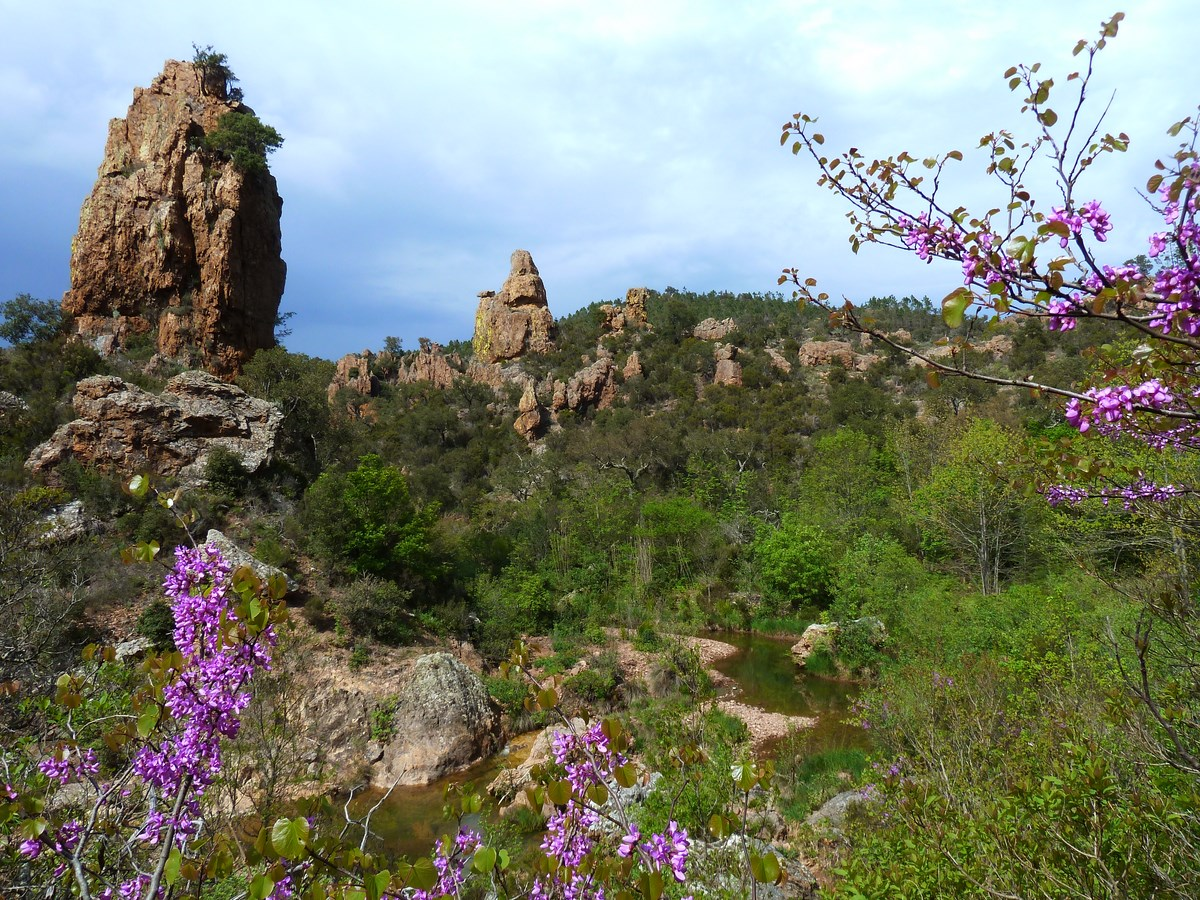
Ravin du Mal Infernet

L'Agay a quinze affluents référencés :
- le Ravin de la Baume de l'Ours (rg[note 1]) prenant source au pic de l'Ours (486 m)
- le Ravin de la Cadière (rd)
- le Ravin des Replats (rd)
- le Ravin de la Dent de l'Ours (rg) confluant dans le lac de l'Écureuil
- le Ravin des Trois Termes (rd) confluant dans le lac de l'Écureuil
- le Ravin de l'Ubac de l'Escale (rg) avec un affluent :
  - le Ravin de l'Écureuil (rd)
- le Ravin de Mathieu (rd)
- le Ravin des Lentisques (rg) avec deux affluents :
  - le Ravin de la Saint-Baume (rg)
  - le Ravin du Saint-Pilon (rg)
- le Vallon du Mourrefrey (rg) confluant dans le lac de Grenouillet
- le Vallon du Colombier (rg)
- le Ravin du Gratadis (rd)
- le Vallon de la Cabre (rd) 8,6 km), sur les deux communes de Fréjus et Saint-Raphaël avec cinq affluents :
  - le Vallon de l'Apié de Sigallon (rg)
  - le Vallon de l'Hubac de la Fontaine du Pommier (rd)
  - le Ruisseau du Perthus ou ruisseau de Maraval (rg) 8,9 km sur les deux communes de Fréjus et Saint-Raphaël avec trois affluents :
    - le Ruisseau du Gabre de Gourin (rg)
    - le Vallon de l'Amandier,
    - le Ravin du Bagnolin (rg)

  - le Ravin de Saint-Esprit (rg)
  - le Ravin des Perdreaux (rg)
- le Ruisseau de Valbonnette (rd) avec un affluent :
  - le Vallon des Tilleuls,
- le Vallon Vacquier (rd)
- le Vallon des Ferrières (rd)

### Rang de Strahler
Le rang de Strahler est donc de quatre.

## Aménagements et écologie
L'Agay, dont l'embouchure abrite une partie du port de plaisance de la station balnéaire éponyme, constitue un site apprécié des pêcheurs à la ligne et des amateurs de canoë-kayak.